# Twisted ToyFare Theatre
Twisted ToyFare Theatre originariamente intitolata Twisted Mego Theatre, è la rubrica a fumetti più popolare del mensile ToyFare. Viene realizzata fotografando giocattoli e action figures sui set costruiti dallo staff della rivista per poi fotoritoccare le immagini per aggiungere effetti e dialoghi. Le strisce presentano prevalentemente una linea di giocattoli prodotti dalla Mego Corporation, action figures molto popolari negli anni settanta, durante la gioventù di gran parte dello staff della rivista, e soprattutto quelli della Marvel Comics, come l'Uomo Ragno ("Mego Spidey") e l'incredibile Hulk. Collettivamente, le strisce si svolgono in un mondo immaginario chiamato Megoville. La serie è nota per il suo umorismo bizzarro e i riferimenti alla cultura pop.

## Storia editoriale
Dopo la pubblicazione su ToyFare la Wizard Entertainment, editore del mensile, decise di riproporre la raccolta delle strisce in una pubblicazione autonoma, di cui tra il 2001 e il 2011 sono stati prodotti 11 volumi più uno speciale per il decennale, contenenti anche vari dietro le quinte e diverso materiale inedito. Alcuni di questi volumi hanno introduzioni scritte da personaggi famosi che sono noti per essere anche collezionisti di giocattoli o comunque legati al mondo del fumetto e del gioco, come Kevin Smith, Seth Green, Stan Lee, Paul Dini, Mark Hamill, Rob Van Dam, "Weird Al" Yankovic, Patton Oswalt, e Joe Quesada.
Gli scrittori (presente e passato) includono Justin Aclin, Rob Bricken, Douglas Goldstein, Bill Jensen, Jon Gutierrez, Andrew Kardon, Pat McCallum, Zach Avena, Tom Palmer Jr., Tom Root, Matthew Senreich e Chris Ward.

## Controversie
Molte delle prime strisce presentavano anche personaggi della DC Comics, anche se una prima serie intitolata "The Super-Friends" conteneva Spider-Man che insultava gli eroi della DC per la loro ridicolaggine. La DC impedì l'uso dei propri personaggi. Gli autori avevano inserito il personaggio di "Bat-Pumpkin", una figura ibrida fra il personaggio di Batman e lo stile della Mego con un costume colorato di arancione e viola e una zucca al posto del simbolo di Batman; comparve anche un personaggio ispirato a  Robin, sullo stile di Bat-Pumpkin, e chiamato "Squash".

## Opere derivate
Dalle serie deriva il programma televisivo Robot Chicken.